# Izydor z Sewilli
Izydor z Sewilli, także Izydor Sywilski (łac. Isidorus Hispalensis; ur. ok. 560 w Kartagenie, zm. 4 kwietnia 636 w Sewilli) – arcybiskup Sewilli, święty Kościoła katolickiego, doktor Kościoła.

## Życiorys
Głównym źródłem wiedzy o życiu Izydora jest „Wykaz ksiąg świętego Izydora”, autorstwa Brauliona z Saragossy.
Izydor urodził się około 560 roku w Kartagenie, jako syn Seweriana i Turtur. Miał dwóch starszych braci: Leandra i Fulgencjusza oraz młodszą siostrę Florentynę. Po śmierci rodziców wychowaniem Izydora zajęli się jego bracia, zwłaszcza Leander. Był on mnichem oraz biskupem, dlatego Izydor mógł kształcić się w szkole diecezjalnej lub klasztornej. W młodości studiował Pismo Święte oraz dzieła Warrona, Swetoniusza, Kapelli i Kasjodora. Prawdopodobnie był też nauczycielem w sewilskiej szkole, natomiast nigdy nie wstąpił do zakonu. Około 600 roku został arcybiskupem Sewilli, po śmierci swojego brata. W 619 roku przeprowadził synod, na którym ustalił granice diecezji Écija oraz Kordoba, a także potępił poglądy monofizyckie. W 633 roku zwołał kolejny synod, na którym ujednolicono zasady liturgii, zalecono edukację duchowieństwa i uregulowano nadzór biskupów nad sędziami. W tym czasie zredagował także księgę („Hispana”), w której zawarł 105 dekretów papieskich, oraz 67 postanowień synodalnych. Prawdopodobnie był także autorem Vetus Latina Hispana – łacińskiego przekładu Biblii.
W czasie swojej posługi wspierał klasztory, a dochody przekazywał biednym. Był doradcą kilku królów wizygockich, panujących na półwyspie iberyjskim: Gundemara, Sisebuta, Swintili i Sisenanda. W marcu 636 roku poważnie zachorował i poprosił by zaniesiono go do kościoła św. Wincentego. Tam przyjął namaszczenie chorych, pomodlił się i pożegnał z przyjaciółmi. Zmarł 4 kwietnia i został pochowany obok rodzeństwa: Leandra i Florentyny.

## Klasyfikacja magii
Zajmował się klasyfikacją magii. Opierając się na źródłach klasycznych magię dzielił na geomancję (wróżenie z ziemi), hydromancję (wróżenie z wody), aeromancję (wróżenie z powietrza), a także piromancję (wróżenie z ognia). Za magię uznawał też wróżenie z lotu i głosów ptaków oraz wykorzystywanie wnętrzności zwierząt w tym celu. Astrologia także była przez niego uznawana za formę magii. Jako część magii wyróżniał także uroki (czyli opieranie się na słowach w celach magicznych) oraz ligatury (przywiązywanie do potencjalnego pacjenta magicznych przedmiotów w celach kuracyjnych), a także inne niewymienione zjawiska. Uważał, że każda magia ma charakter demoniczny.

## Kult

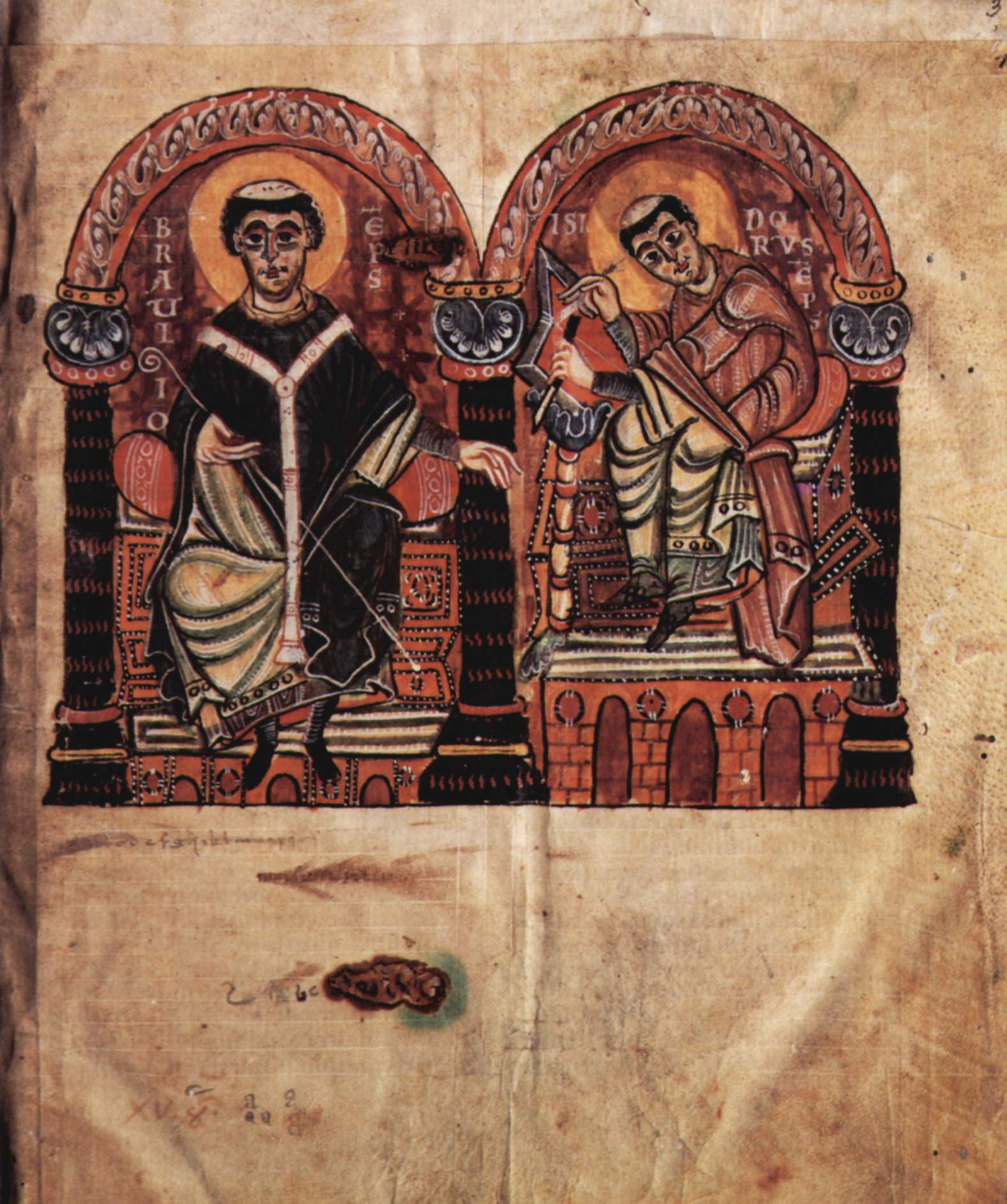
Izydor z Sewilli (z prawej) i Braulion z Saragossy (ilustracja z 2 poł. X w.)

Kanonizacja formalna Izydora z Sewilli odbyła się w 1598 roku – kanonizował go Klemens VIII. W 1722 papież Innocenty XIII ogłosił św. Izydora doktorem Kościoła.
Jego wspomnienie liturgiczne w Kościele katolickim obchodzone jest w dzienną rocznicę śmierci (4 kwietnia), natomiast uroczystości w Hiszpanii odbywają się 26 kwietnia.
W ikonografii św. Izydor przedstawiany jest jako stary biskup z paliuszem.
Jest patronem Internetu.
Poeta i dramaturg Lope de Vega napisał poemat El Isidro.

## Dzieła (wybór)
- Chronica majora[17]
- De ecclesiasticis officiis[17]
- De differentiis rerum[18]
- De differentiis verborum[18]
- De fide catholica contra Iudaeos[18]
- De haeresibus[17]
- De natura rerum[19]
- De nominibus legis et evangeliorum[17]
- Differentiae[17]
- Etymologie(inne języki)[18]
- Historia de regibus Gothorum, Vandalorum et Suevorum(inne języki)[20]
- Quaestiones in Vetus Testamentum[18]